# Claire Eckstein
Claire (Cläre) Eckstein (* 8. Juli 1904 in Allendorf/Hessen; † 25. September 1994 in München) war eine deutsche moderne Tänzerin und Choreographin.

## Leben
Als Tochter eines evangelischen Pfarrers erlebte Claire Eckstein ihre frühe Ausbildung an der Schule für Rhythmische Gymnastik von Lucy Heyer, in den Jahren 1921–1923 in München und wechselte dann bis 1924 an die Schule von Mary Wigman in Dresden. Es folgten Auftritte im Festspielhaus Hellerau.
Im Jahr 1925 wurde Claire Eckstein an das Stadttheater Würzburg als Bewegungsregisseurin, Solotänzerin und Leiterin der rhythmischen Kurse für das Gesamtpersonal berufen. Dabei entstanden erste erfolgreiche eigene Inszenierungen und Choreographien: Der Dämon, Der Leierkasten und Scheherazade. Gleichzeitig mit Claire Eckstein waren der Regisseur Arthur Maria Rabenalt und der Bühnenbildner Wilhelm Reinking an das Theater berufen worden. Es war der Beginn einer kongenialen Zusammenarbeit und lebenslanger Freundschaft. 1927 heiratete sie Reinking.
1927 wechselten alle drei zum Hessischen Landestheater Darmstadt, wo Claire Eckstein als Tanzregisseurin (später: Tanzmeisterin) und Leiterin der Kurse für körperliche Ausbildung tätig war. Unter dem Intendanten Carl Ebert wurde diese Bühne durch das Team Rabenalt-Reinking-Eckstein (scherzhaft auch als „Rabenkingstein AG“ tituliert) eines der progressivsten deutschen Theater seiner Zeit.
Eigene Inszenierungen und Choreographien von Claire Eckstein neben der sonstigen Mitarbeit sind Oben und Unten zur Rhapsodie nègre von Francis Poulenc, Der Leierkasten, Der arme Guerino von Tullo Massarani (Uraufführung), Le bœuf sur le toit, Parade, Die Hochzeit in Cremona, Soirée, Ein höherer Beamter sowie Die Gestrandeten. Mit Soirée wirkte Claire Eckstein maßgeblich an der Deutschen Tanzwoche zum 3. Deutschen Tänzerkongress in München mit. Ihr Bühnenpartner wurde Edwin Denby.
Schließlich verpflichtete auch die Reichshauptstadt das Trio, namentlich das Theater am Schiffbauerdamm und die Volksbühne. Hier wurde das erprobte Konzept Theater, Operette, Oper mit Tänzen in Die Regimentstochter und Die Großherzogin von Gerolstein mit großem Erfolg für das Großstadtpublikum umgesetzt. Neben choreographischen Arbeiten für den Film erhielt Claire Eckstein Engagements in Werner Fincks Katakombe und im Wintergarten. Im Herbst 1932 erfolgte ein zweimonatiges Gastspiel mit Edwin Denby für Erik Charell in Paris mit Im weißen Rößl und im Januar waren beide im Eröffnungsprogramm von Erika Manns Münchner Kabarett Pfeffermühle. Nach dieser Arbeit verließ Denby Deutschland aus politischen Gründen und kehrte in seine Heimat, die Vereinigten Staaten, zurück.
Als sich die Arbeitsgemeinschaft auf Druck der Öffentlichkeit auflösen musste, zog Claire Eckstein 1936 nach München. In dieser Zeit erkrankte sie an Multipler Sklerose und arbeitete nur noch gelegentlich, etwa beratend am Film Anuschka.
Dieser beratenden Tätigkeit blieb sie auch nach dem Krieg verbunden, unter anderem Einstudierung der Tänze für die deutsche Uraufführung von Die Irre von Chaillot (Münchener Kammerspiele), Mitarbeit an den Filmen Zarewitsch und Zigeunerbaron und tänzerische Leitung der Film-Nachwuchs-Abteilung der Bavaria Film.

## Würdigung
Claire Ecksteins Arbeit war sehr „innovativ“, und viele der von ihr angewendeten theatralischen Mittel sind erst Jahrzehnte später (und ganz gewiss in Unkenntnis ihrer Werke) für den Tanz neu entdeckt worden.
„Sie tanzt nicht 'Weltanschauung' wie Mary Wigman, sondern Heiterkeit schlechthin. Wenn man von Mary Wigman sagen könnte, sie tanzt Stefan George, so könnte man von der Eckstein sagen, sie tanzt Tucholsky oder Ringelnatz […]“, schreibt Hans Sahl in seinen Memoiren eines Moralisten. Erinnerungen I. Zürich 1983, S. 194.
„Die Eckstein ist zauberhaft, weil man keinen Augenblick lang vergisst, dass ihr das Spaßmachen Spaß macht, worauf in Deutschland bekanntlich die Todesstrafe steht.“
Claire Eckstein wollte nicht betroffen machen, sie wollte das Publikum unterhalten, und zwar auf einem ihr von allen Seiten bescheinigten hohen Niveau.

## Werkauswahl
- 20. März 1926 Paul Hindemith „Der Dämon“, Stadttheater Würzburg
- 5. März 1927 Jaap Kool „Der Leierkasten“, Stadttheater Würzburg
- 20. Oktober 1927 Poulenc „Oben und Unten“, Landestheater Darmstadt
- 20. November 1928 Massarani „Der arme Guerino“, Landestheater Darmstadt
- 20. November 1928 Darius Milhaud „Le boeuf sur le toit“, Landestheater Darmstadt
- 30. November 1929 Michail Iwanowitsch Glinka „Die Hochzeit in Cremona“, Landestheater Darmstadt
- 11. Februar 1930 Eckstein „Soirée“, Landestheater Darmstadt
- 20. Juni 1930 F. Schmitt „Ein höherer Beamter“, Landestheater Darmstadt
- 20. Juni 1930 Eckstein „Die Gestrandeten“, Landestheater Darmstadt

Verantwortlich für Ballett in:
- 20. Dezember 1930 Gaetano Donizetti „Die Regimentstochter“, Theater am Schiffbauerdamm, Berlin
- 12. Dezember 1931 Jacques Offenbach „Die Großherzogin von Gerolstein“, Volksbühne, Berlin